# 188P/LINEAR-Mueller
188P/LINEAR-Mueller, komet Jupiterove obitelji. 